# Karl-Heinz Schenk
Karl-Heinz Schenk (* 24. April 1961 in Wels) ist ein ehemaliger österreichischer Basketballspieler.

## Laufbahn
Schenk spielte im Nachwuchs- und Herrenbereich in Wels, insgesamt von 1975 bis 1991. Im Frühling 1979 nahm der rund zwei Meter große Innenspieler mit der österreichischen Junioren-Auswahl am Albert-Schweitzer-Turnier in Deutschland teil und war bester Korbschütze der Veranstaltung, bei der er mit seiner Mannschaft den 14. Platz belegte. Ihm wurde vorhergesagt, sich auch bei ausländischen Vereinen durchsetzen zu können, Schenk blieb jedoch während seiner gesamten Laufbahn in Österreich.
Mit Wels und nach seinem Wechsel zu Union Gmunden war er auch in Europapokalwettbewerben vertreten. In Gmunden spielte er zwischen 1991 und 1994. Schenk bestritt zwölf Länderspiele für Österreich.